# Upplands runinskrifter Fv1976;107
Runinskrift U Fv1976;107 är en av sju runstenar som står uppställda på östra sidan utanför Uppsala domkyrka. Samtliga dessa sju runstenar har i senare tid blivit återupptäckta inne i domkyrkan och flyttats ut till sina nuvarande platser. Totalt har arton runstenar påträffats i kyrkan och en av dessa, U 932, står nu i Universitetsparken strax intill.

## Stenen
Stenens ursprungliga plats är okänd. När den hittades 1975 låg den under Vasakorets södra strävpelare inne i domkyrkan. Ristningen är tydlig, materialet väl valt och det skyddade läget har medfört att stenen är relativt välbevarad. Toppen är dock avslagen. Öpir, som ristat runorna, var en framstående runmästare och verksam under 1000-talets senare hälft. Bara här i Uppsala domkyrka har fem av hans ristningar påträffats (signerade U 922, U 926 och osignerade: U 925, U 933).Ornamentiken består av ett rundjur i Urnesstil och stenen är korsmärkt.  

## Inskriften
Runor: 
ᛅᚱᚾ᛫ᚢᚴ᛫ᛒᚱᛅᚿᛏᚱ ᛚᛁᛏᚢ᛫ᚱᛁᛋᛅ᛫ᛋᛏᛁᚿ᛫ᛅᛏ᛫ᚴᛅᚱᛚᚢᚴ᛫ᚠᛆᚦᚢᚱ᛫ᛋᛁᚿ ᛁᚿ᛫ᚴᛁᛏᛁᛚᛒᛁᛅᚱᚿ ᛆᛏ᛫ᛒᚱᚭᚦᚢᚱ ᚤᛒᛁᚱ᛫ᚱᛁᛋᛏᛁ ᚱᚢᚿ
Translitterering av runraden:
...-arn · uk · brantr litu · risa · stin · at · karluk · faþur · sin in · kitilbiarn at · broþur ybir risti run
Normalisering till runsvenska:
...[bi]orn(?) ok Brandr letu ræisa stæin at Karlung, faður sinn, en Kætilbiorn at broður. Øpiʀ risti runaʀ.
Översättning till nusvenska:
... björn (?) och Brand läto resa stenen efter Karlung, sin fader, och Kättilbjörn efter (sin) broder. Öpir ristade runorna.